# マレーシア海軍艦艇一覧
マレーシア海軍艦艇一覧は、マレーシア海軍が過去保有した、または現在保有する、または将来保有する予定の、未完成・計画中止を含めた歴代艦艇一覧である。
凡例

## 現有勢力（2024年現在）
- 国防予算：41億5千万ドル[1]
- 海軍人員：1万6,800名[1]
- 艦船隻数：52隻（排水量20t以上）[1]

潜水艦×2
フリゲート×2
コルベット×12
高速艇×14
哨戒艦×4
哨戒艇×2
高速兵員輸送艇×2
掃海艇×4
補給支援艦×2
測量艦×1
練習艦×3
潜水艦救難艦×1
支援艦×2
航洋曳船×1
- 航空機数：20機[1]

艦載ヘリコプター×9
陸上固定翼機×3
陸上ヘリコプター×8
- コースト・ガード：船艇90隻、航空機8機[1]

## 艦艇一覧（近代海軍以前）

### ヨット
- Zahora - 1894年、??門

### 砲艦
機走
- アリーネ（Aline） - 1875年、1門
- ローナ・ドーン（Lorna Doone） - 1881年、2門
- アデン（Aden） - 1884年、1門
- Kaka - 1901年、??門

### その他
未分類
- Alice Lorraine - 1904年、??門
- L'Aubaine - ??年、??門

## 艦艇一覧（近代海軍）

### 水上戦闘艦

#### フリゲート
- レキウ級 - 2隻

ジェバット（29 Jebat）、レキウ（30 Lekiu）
- カスツーリ級 - 2隻

カスツーリ（25 Kasturi）、レキル（26 Lekir）
- マハラジャ・レラ級（ゴーウィンド型コルベット） - 6隻建造中[1]

マハラジャ・レラ（2501 Maharaja Lela）、ラジャ・ムダ・ナラ（2502 Raja Muda Nala）、ラジャ・マハディ（2503 Raja Mahadi）、マット・サレー（2504 Mat Salleh）、トック・ジャガット（2505 Tok Janggut）、マット・キラウ（2506 Mat Kilau）

#### コルベット
- ラクシュマナ級 - 4隻

ラクシュマナ・ハン・ナディム（134 Laksamana Hang Nadim）、ラクシュマナ・トゥン・アブドゥル・ジャミル（135 Laksamana Tun Abdul Jamil）、ラクシュマナ・ムハンマド・アミン（136 Laksamana Muhammad Amin）、ラクシュマナ・タン・プスマ（137 Laksamana Tan Pusmah）

### 潜水艦
- トゥンク・アブドゥル・ラーマン級(スコルペヌ型潜水艦) - 2隻[1]

トゥンク・アブドゥル・ラーマン（Tunku Abdul Rahman）
トゥン・ラザク（Tun Razak）

### 機雷戦艦艇
機雷掃討艇
- マハミール級（レリチ級） - 4隻

マハミール（11 Mahamiru）、ジェライ（12 Jerai）、レダン（13 Ledang）、キナバル（14 Kinabalu ）

### 両用戦艦艇

#### 揚陸艦艇
戦車揚陸艦
- 旧・米『ニューポート』級 - 1隻

スリ・インデラプラ（Sri Indera Pura） ※ 旧・『Spartanburg County』

#### 輸送艦艇
兵員輸送艦
- スリ・インデラ・サクティ級 - 2隻

スリ・インデラ・サクティ(Sri INdera Sakti)、マハワングサ(Mahawangsa)

### 哨戒艦艇

#### 哨戒・警備艦艇
哨戒艦
- クダ級哨戒艦 - 3隻（3隻建造中）

クダ（171 Kedah）、パハン（172 Pahang）、ペラ（173 Perak）
※ 建造中：
トレンガ（174 Terengganu）、クランタン（175 Kelantan）、スランゴール（176 Selangor）
- ケリス級哨戒艦 - 4隻[4]

（111 Keris）、（112 Sundang）、（113 Badik）、（114 Rencong）

#### 高速戦闘艇
ミサイル艇
- ペルダナ（Perdana） - 4隻
- Jerong - 6隻

高速艇
- G2000 MkII型 - 13隻発注中[5]